# John Lupton
John Lupton, nato John Rollin Lupton (Highland Park, 22 agosto 1928 – Los Angeles, 3 novembre 1993), è stato un attore statunitense.
Vanta oltre 30 interpretazioni per il cinema dal 1951 al 1993, mentre per gli schermi televisivi diede vita a numerosi personaggi in più di cento produzioni dal 1953 al 1993.

## Biografia
John Lupton nacque a Highland Park, in Illinois, il 22 agosto 1928. Cresciuto a Milwaukee, si diplomò all'Accademia americana di arti drammatiche di New York e cominciò a lavorare per il teatro. Per la televisione vanta una lunga serie di partecipazioni a serie televisive. Interpretò tra gli altri, Tom Jeffords in 72 episodi della serie Broken Arrow (1956-1958), il tenente Peterson in due episodi della serie Gomer Pyle: USMC (1965), oltre a due episodi con altri ruoli, Frank in 13 puntate della soap Never Too Young (1965-1966), McCord in due episodi della serie Kung Fu (1975), il senatore Richards in tre episodi della serie S.W.A.T. (1975-1976) e collezionò molte altre partecipazioni dagli anni cinquanta agli anni novanta in veste di guest star o di interprete di personaggi perlopiù minori in numerosi episodi.
Fu inoltre accreditato in diverse produzioni cinematografiche per le quali interpretò personaggi più o meno secondari, come Bailey nel western L'assedio delle sette frecce (1953) e il caporale Marion "Sister Mary" Hotchkiss in Prima dell'uragano (1955). Interpretò poi il protagonista Jesse James in Jesse James Meets Frankenstein's Daughter (1966). Terminò la carriera televisiva interpretando il colonnello Sunshine nell'episodio Sunshine on My Shoulder della serie Good Advice, che fu mandato in onda il 30 aprile 1993. La sua ultima interpretazione per il cinema risale al film Scatto mortale (1994), nel ruolo di Noah Goodman. Ottenne una stella sulla Hollywood Walk of Fame. Morì a Los Angeles, in California, il 3 novembre 1993 e fu cremato.

## Filmografia

### Cinema
- St. Benny the Dip, regia di Edgar G. Ulmer (1951)
- Shadow in the Sky, regia di Fred M. Wilcox (1952)
- La marcia del disonore (Rogue's March), regia di Allan Davis (1953)
- Storia di tre amori (The Story of Three Loves), regia di Vincente Minnelli e Gottfried Reinhardt (1953)
- L'orfana senza sorriso (Scandal at Scourie), regia di Jean Negulesco (1953)
- Giulio Cesare (Julius Caesar), regia di Joseph L. Mankiewicz (1953)
- Spettacolo di varietà (The Band Wagon), regia di Vincente Minnelli (1953)
- I fratelli senza paura (All the Brothers Were Valiant), regia di Richard Thorpe (1953)
- L'assedio delle sette frecce (Escape from Fort Bravo), regia di John Sturges (1953)
- I dragoni dell'aria (Dragonfly Squadron), regia di Lesley Selander (1954)
- Prisoner of War, regia di Andrew Marton (1954)
- Prima dell'uragano (Battle Cry), regia di Raoul Walsh (1955)
- I sette ribelli (Seven Angry Men), regia di Charles Marquis Warren (1955)
- Sangue caldo (Man with the Gun), regia di Richard Wilson (1955)
- Glory, regia di David Butler (1956)
- Diana la cortigiana (Diane), regia di David Miller (1956)
- Le 22 spie dell'Unione (The Great Locomotive Chase), regia di Francis D. Lyon (1956)
- Drango, regia di Hall Bartlett e Jules Brickman (1957)
- La ragazza di Sutton (Taming Sutton's Gal), regia di Lesley Selander (1957)
- Il sentiero della vendetta (Gun Fever), regia di Mark Stevens (1958)
- Imputazione omicidio (The Man in the Net), regia di Michael Curtiz (1959)
- La rapina (The Rebel Set), regia di Gene Fowler Jr. (1959)
- Blood and Steel, regia di Bernard L. Kowalski (1959)
- Tre vengono per uccidere (Three Came to Kill), regia di Edward L. Cahn (1960)
- The Clown and the Kid, regia di Edward L. Cahn (1961)
- The Devil's Bedroom, regia di L. Q. Jones (1964)
- La più grande storia mai raccontata (The Greatest Story Ever Told), regia di George Stevens (1965)
- Jesse James Meets Frankenstein's Daughter, regia di William Beaudine (1966)
- The Day of the Wolves, regia di Ferde Grofé Jr. (1971)
- I diamanti sono pericolosi (Cool Breeze), regia di Barry Pollack (1972)
- Due ragazzi e un leone (Napoleon and Samantha), regia di Bernard McEveety (1972)
- Bambole e sangue (Private Parts), regia di Paul Bartel (1972)
- Hit Man, regia di George Armitage (1972)
- Nanù, il figlio della giungla (The World's Greatest Athlete), regia di Robert Scheerer (1973)
- Slam! Colpo forte (The Slams), regia di Jonathan Kaplan (1973)
- Airport '75 (Airport 1975), regia di Jack Smight (1974)
- La battaglia di Midway (Midway), regia di Jack Smight (1976)
- Scatto mortale (Body Shot), regia di Dimitri Logotethis (1994)

### Televisione
- Cavalcade of America – serie TV, un episodio (1953)
- Lux Video Theatre – serie TV, 2 episodi (1954-1955)
- Mayor of the Town – serie TV, un episodio (1954)
- Royal Playhouse – serie TV, un episodio (1954)
- La mia piccola Margie (My Little Margie) – serie TV, un episodio (1954)
- Studio 57 – serie TV, 2 episodi (1954)
- Robert Montgomery Presents – serie TV, 2 episodi (1954)
- Climax! – serie TV, 2 episodi (1955-1956)
- Schlitz Playhouse of Stars – serie TV, 3 episodi (1955-1956)
- Patrick Henry – film TV (1955)
- Four Star Playhouse – serie TV, un episodio (1955)
- Cameo Theatre – serie TV, un episodio (1955)
- Matinee Theatre – serie TV, 2 episodi (1956-1957)
- Broken Arrow – serie TV, 72 episodi (1956-1958)
- Studio One – serie TV, 3 episodi (1956-1958)
- Disneyland – serie TV, 6 episodi (1956-1980)
- The Ford Television Theatre – serie TV, un episodio (1956)
- The Star and the Story – serie TV, episodio 2x14 (1956)
- The 20th Century-Fox Hour – serie TV, episodio 1x15 (1956)
- The Millionaire – serie TV, 2 episodi (1957-1959)
- The Further Adventures of Ellery Queen – serie TV, episodio 1x03 (1958)
- U.S. Marshal – serie TV, 2 episodi (1959-1960)
- Perry Mason – serie TV, 2 episodi (1959-1960)
- Death Valley Days – serie TV, 3 episodi (1959-1962)
- Ricercato vivo o morto (Wanted: Dead or Alive) – serie TV, episodio 1x24 (1959)
- The Restless Gun – serie TV, episodio 2x23 (1959)
- Behind Closed Doors – serie TV, un episodio (1959)
- Yancy Derringer – serie TV, episodio 1x29 (1959)
- Goodyear Theatre – serie TV, episodio 2x16 (1959)
- Playhouse 90 – serie TV, un episodio (1959)
- General Electric Theater – serie TV, episodio 8x05 (1959)
- Black Saddle – serie TV, un episodio (1959)
- Gunsmoke – serie TV, 2 episodi (1960-1964)
- Men Into Space – serie TV, episodio 1x26 (1960)
- Richard Diamond (Richard Diamond, Private Detective) – serie TV, un episodio (1960)
- Tales of Wells Fargo – serie TV, un episodio (1960)
- Avventure in fondo al mare (Sea Hunt) – serie TV, 2 episodi (1960)
- Scacco matto (Checkmate) – serie TV, episodio 1x07 (1960)
- Laramie – serie TV, 2 episodi (1961-1962)
- Carovane verso il West (Wagon Train) – serie TV, 3 episodi (1961-1965)
- Surfside 6 – serie TV, episodio 1x29 (1961)
- The Aquanauts – serie TV, un episodio (1961)
- Window on Main Street – serie TV, un episodio (1961)
- Corruptors (Target: The Corruptors) – serie TV, episodio 1x03 (1961)
- Alfred Hitchcock presenta (Alfred Hitchcock Presents) – serie TV, un episodio (1962)
- Alcoa Premiere – serie TV, un episodio (1963)
- Gomer Pyle: USMC – serie TV, 4 episodi (1964-1965)
- Il virginiano (The Virginian) – serie TV, 4 episodi (1964-1971)
- Gli uomini della prateria (Rawhide) – serie TV, episodio 6x22 (1964)
- La legge del Far West (Temple Houston) – serie TV, episodio 1x26 (1964)
- Never Too Young – serie TV, 13 episodi (1965-1966)
- Flipper – serie TV, un episodio (1965)
- Slattery's People – serie TV, un episodio (1965)
- The Cara Williams Show – serie TV, un episodio (1965)
- Daniel Boone – serie TV, un episodio (1965)
- Il tempo della nostra vita – serie TV (Days of Our Lives) (1965)
- Kronos - Sfida al passato (The Time Tunnel) – serie TV, episodio 1x13 (1966)
- Viaggio in fondo al mare (Voyage to the Bottom of the Sea) – serie TV, un episodio (1966)
- F.B.I. (The F.B.I.) – serie TV, 5 episodi (1967-1974)
- Il ladro (T.H.E. Cat) – serie TV, un episodio (1967)
- Gli invasori (The Invaders) – serie TV, un episodio (1967)
- Me and Benjy – film TV (1967)
- Dragnet 1967 – serie TV, un episodio (1967)
- Tre nipoti e un maggiordomo (Family Affair) – serie TV, episodio 2x12 (1967)
- Le spie (I Spy) – serie TV, un episodio (1968)
- Adam-12 – serie TV, 2 episodi (1969-1971)
- Ironside – serie TV, 3 episodi (1970-1974)
- I nuovi medici (The Bold Ones: The New Doctors) – serie TV, un episodio (1970)
- Giovani avvocati (The Young Lawyers) – serie TV, episodio 1x10 (1970)
- Los Angeles: ospedale nord (The Interns) – serie TV, un episodio (1970)
- Hawaii Squadra Cinque Zero (Hawaii Five-O) – serie TV, un episodio (1971)
- Mannix – serie TV, un episodio (1971)
- Doris Day Show (The Doris Day Show) – serie TV, un episodio (1971)
- Longstreet – serie TV, un episodio (1971)
- O'Hara, U.S. Treasury – serie TV, un episodio (1971)
- Medical Center – serie TV, 2 episodi (1972-1973)
- Marcus Welby (Marcus Welby, M.D.) – serie TV, 2 episodi (1972-1974)
- The Astronaut – film TV (1972)
- All My Darling Daughters – film TV (1972)
- The Judge and Jake Wyler – film TV (1972)
- Jigsaw – serie TV, un episodio (1972)
- ABC Afterschool Specials – serie TV, un episodio (1973)
- The ABC Afternoon Playbreak – serie TV, un episodio (1973)
- Febbre d'amore – serie TV (The Young and the Restless) (1973)
- The Phantom of Hollywood – film TV (1974)
- Doc Elliot – serie TV, un episodio (1974)
- Insight – serie TV, un episodio (1974)
- Apple's Way – serie TV, 2 episodi (1974)
- Sulle strade della California (Police Story) – serie TV, un episodio (1974)
- S.W.A.T. – serie TV, 3 episodi (1975-1976)
- The Dream Makers – film TV (1975)
- Kung Fu – serie TV, 2 episodi (1975)
- Cannon – serie TV, un episodio (1975)
- Shazam! – serie TV, un episodio (1975)
- Harry O – serie TV, un episodio (1975)
- Petrocelli – serie TV, 2 episodi (1975)
- Matt Helm – serie TV, un episodio (1975)
- Agenzia Rockford (The Rockford Files) – serie TV, 3 episodi (1976-1978)
- The Whiz Kid and the Carnival Caper – film TV (1976)
- The Amazing Howard Hughes – film TV (1977)
- Nel tunnel dei misteri con Nancy Drew e gli Hardy Boys (The Hardy Boys/Nancy Drew Mysteries) – serie TV, un episodio (1977)
- Doctors' Private Lives – film TV (1978)
- Truck Driver (B.J. and the Bear) – serie TV, 3 episodi (1979-1981)
- Charlie's Angels – serie TV, un episodio (1980)
- Trouble in High Timber Country – film TV (1980)
- Miracle on Ice – film TV (1981)
- Fiume rosso (Red River) – film TV (1988)
- Casalingo Superpiù (Who's the Boss?) – serie TV, un episodio (1992)
- Good Advice – serie TV, un episodio (1993)

## Doppiatori italiani
- Pino Locchi in Prima dell'uragano, Drango
- Giuseppe Rinaldi in Le 22 spie dell'Unione, Tre vengono per uccidere
- Sergio Tedesco in L'assedio delle sette frecce
- Gianfranco Bellini in Sangue caldo